# 135e méridien est
En géographie, le 135e méridien est est le méridien joignant les points de la surface de la Terre dont la longitude est égale à 135° est.

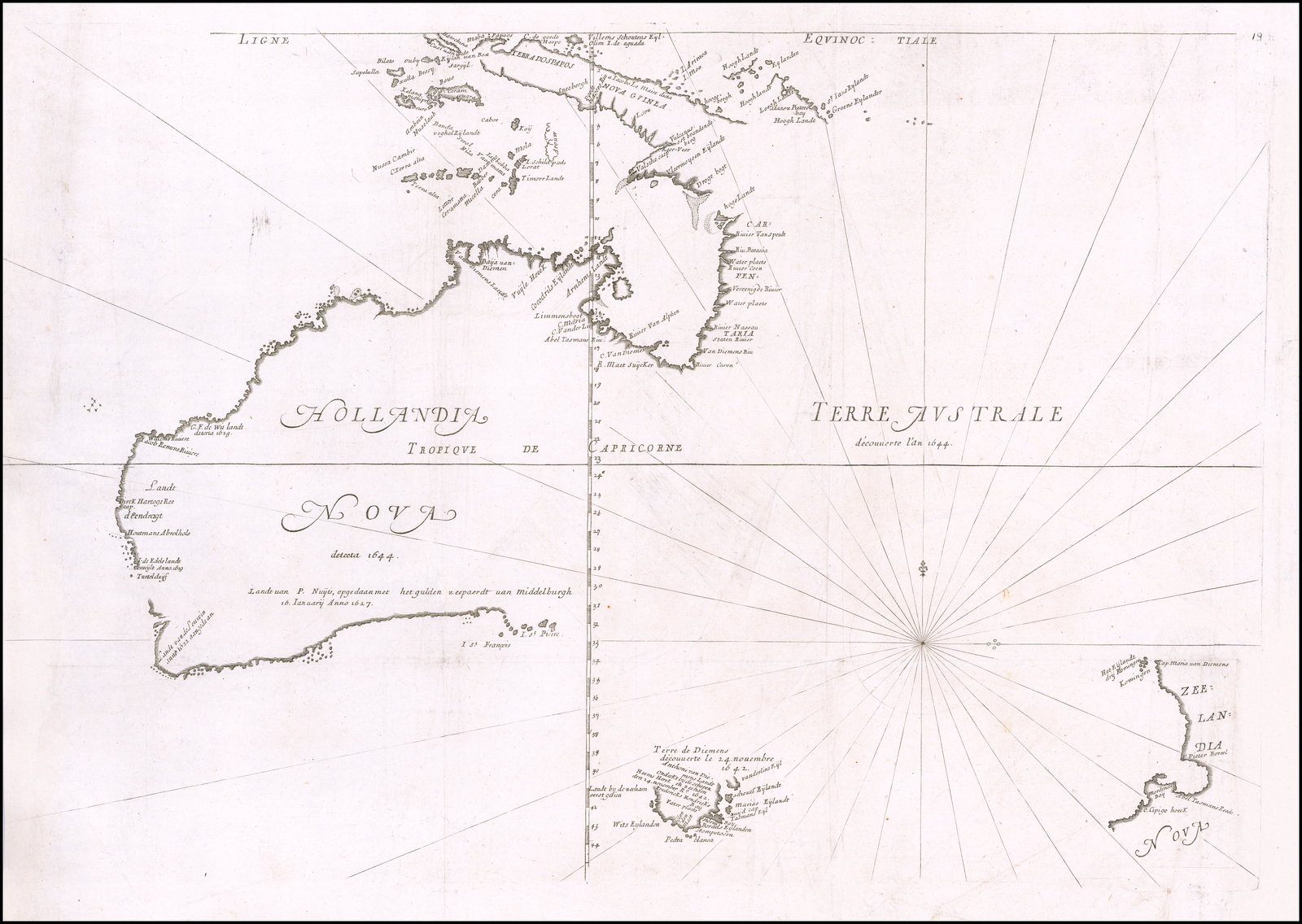
Carte de l'Australie et de la Nouvelle-Zélande centrée sur le 135e méridien est (1672)

## Géographie

### Dimensions
Comme tous les autres méridiens, la longueur du 135e méridien correspond à une demi-circonférence terrestre, soit 20 003,932 km. Au niveau de l'équateur, il est distant du méridien de Greenwich de 15 028 km,.
Avec le 45e méridien ouest, il forme un grand cercle passant par les pôles géographiques terrestres.

### Régions traversées
En commençant par le pôle Nord et descendant vers le sud au pôle Sud, Le 135e méridien est passe par:
| Coordonnées           | Pays, territoire ou mer | Notes |
| --------------------- | ----------------------- | --- |
| 90° 00′ N, 135° 00′ E | Océan Arctique          | |
| 76° 40′ N, 135° 00′ E | Mer de Laptev           | |
| 71° 30′ N, 135° 00′ E | Russie                  | République de Sakha Kraï de Khabarovsk — à partir de 59° 06′ N, 135° 00′ E Oblast autonome juif — à partir de 48° 42′ N, 135° 00′ E, passe juste à l'ouest de Khabarovsk (à 48° 25′ N, 135° 07′ E) Kraï de Khabarovsk — à partir de 48° 21′ N, 135° 00′ E Kraï du Primorié — à partir de 47° 11′ N, 135° 00′ E |
| 43° 27′ N, 135° 00′ E | Mer du Japon            | |
| 35° 41′ N, 135° 00′ E | Japon                   | Île de Honshū — Préfecture de Kyoto — Préfecture de Hyōgo — à partir de 35° 32′ N, 135° 00′ E, passe par Akashi — Préfecture de Kyoto — à partir de 35° 23′ N, 135° 00′ E — Préfecture de Hyōgo — à partir de 35° 17′ N, 135° 00′ E Awaji-shima — à partir de 34° 36′ N, 135° 00′ E — Préfecture de Hyōgo      |
| 34° 33′ N, 135° 00′ E | Baie d'Osaka            | |
| 34° 17′ N, 135° 00′ E | Japon                   | Préfecture de Wakayama — Îles Tomogashima (en), passe juste à l'ouest du Phare de Tomogashima (en) |
| 34° 17′ N, 135° 00′ E | Océan Pacifique         | passe juste à l'ouest de l'Île de Numfor, Indonésie (à 1° 02′ S, 134° 59′ E) Passe juste à l'ouest de l'Île de Île Mios Num (en), Indonésie (à 1° 30′ S, 135° 06′ E) |
| 3° 19′ S, 135° 00′ E  | Indonésie               | Île de Nouvelle-Guinée |
| 4° 20′ S, 135° 00′ E  | Mer d'Arafura           | Passe juste à l'est de Îles Aru, Indonésie (à 6° 19′ S, 134° 54′ E) |
| 12° 13′ S, 135° 00′ E | Australie               | Territoire du Nord Australie-Méridionale — à partir de 26° 00′ S, 134° 59′ E |
| 33° 44′ S, 135° 00′ E | Océan indien            | Les autorités australiennes considèrent cette zone comme partie de l'Océan Austral, |
| 60° 00′ S, 135° 00′ E | Océan Austral           | |
| 65° 21′ S, 135° 00′ E | Antarctique             | Territoire antarctique australien, Territoires revendiqués par l' Australie |

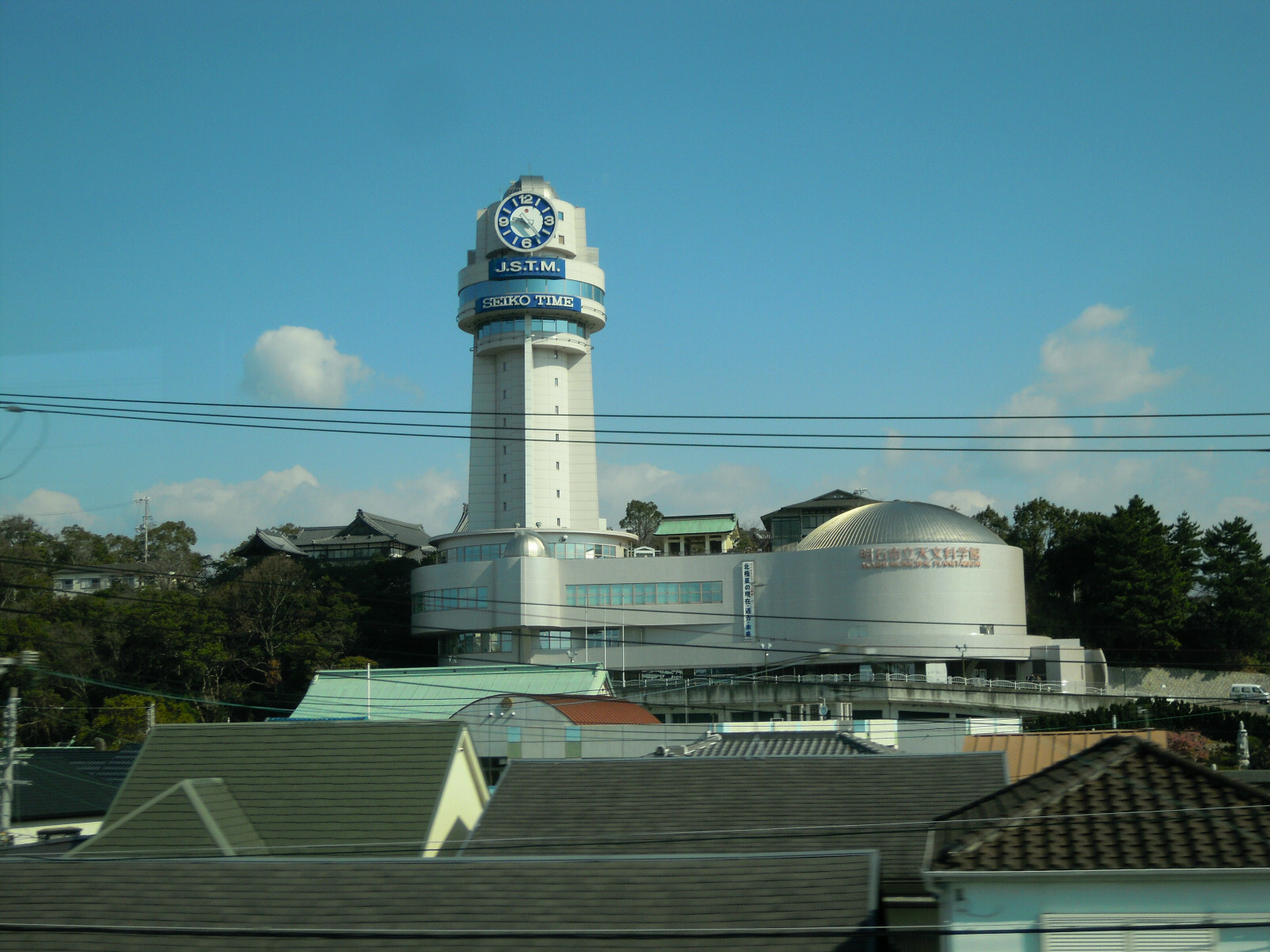
Planétarium d'Akashi (Japon)

Ce méridien sert notamment de référence pour déterminer l'heure normale du Japon. Cette ligne passe notamment par le planétarium municipal d'Akashi, ce qui a valu à la ville d'être surnommée Toki no machi, la « ville du temps ».